# باتريشيا لورانس
باتريشيا لورانس (بالإنجليزية: Patricia Lawrence)‏ هي ممثلة بريطانية (وحملت سابقاً جنسية المملكة المتحدة لبريطانيا العظمى وأيرلندا)، ولدت في 19 نوفمبر 1925، وتوفيت في 7 مارس 1993.

## وصلات خارجية
- باتريشيا لورانس على موقع IMDb (الإنجليزية)
- باتريشيا لورانس على موقع قاعدة بيانات الفيلم (الإنجليزية)